# Keegan-Michael Key
Keegan-Michael Key, född 22 mars 1971 i Southfield i Michigan, är en amerikansk komiker, skådespelare, manusförfattare och producent.
Mellan 2004 och 2009 var Key en del av skådespelarensemblen i sketchprogrammet MADtv. Mellan 2012 och 2015 medverkade och skrev han sketchprogrammet Key & Peele på Comedy Central tillsammans med Jordan Peele. Han har även medverkat i TV-serier som Fargo och Parks and Recreation samt i filmer som Let's Be Cops och Pitch Perfect 2.
Keegan-Michael Key har nominerats till sex Emmy Awards varav fem var i olika kategorier 2015 för Key & Peele.
I december 1998 gifte han sig med Cynthia Blaise. Paret skildes 2017. År 2018 gifte Key om sig med skådespelaren Elisa Pugliese.

## Filmografi (i urval)
- 2004–2009 – MADtv (TV-serie)
- 2008 – Role Models
- 2008–2009 – Reno 911! (TV-serie)
- 2009–2010 – Gary Unmarried (TV-serie)
- 2010 – Due Date
- 2011 – Min låtsasfru
- 2012–2015 – Key & Peele (TV-serie)
- 2014 – Fargo (TV-serie)
- 2014 – Lego filmen (röst)
- 2014 – Horrible Bosses 2
- 2014 – Let's Be Cops
- 2014–2015 – BoJack Horseman (TV-serie) (röst)
- 2014–2015 – Playing House (TV-serie)
- 2014–2016 – Bob's Burgers (TV-serie) (röst)
- 2015 – Hotell Transylvanien 2 (röst)
- 2015 – Tomorrowland: A World Beyond
- 2015 – Ett päron till farsa: Nästa generation
- 2015 – Pitch Perfect 2
- 2015 – Tomorrowland: A World Beyond
- 2015 – Ett päron till farsa: Nästa generation
- 2015 – Hotell Transsylvanien 2 (röst)
- 2015 – Freaks of Nature
- 2015 – Hunt the Truth (TV-serie)
- 2015 – The Hotwives of Las Vegas (TV-serie)
- 2015 – SuperMansion (TV-serie) (röst)
- 2016 – Archer (TV-serie) (röst)
- 2016 – Keanu
- 2016 – The Angry Birds Movie (röst)
- 2016 – Don't Think Twice
- 2016 – Storkarna (röst)
- 2016 – Why Him?
- 2017 – Get Out
- 2017 – The Disaster Artist (cameo)
- 2017 – Stjärnan (röst)
- 2018 – Hotell Transylvanien 3: En monstersemester (röst)
- 2018 – The Predator
- 2019 – Toy Story 4 (röst)
- 2019 – Lejonkungen (röst)
- 2019 – Dolemite Is My Name
- 2019 – Playing with Fire
- 2020 – Som stjärnor i natten
- 2020 – Jingle Jangle: En magisk jul
- 2020 – The Prom
- 2022 – Hotell Transylvanien: Ombytta roller (röst)
- 2022 – The Bubble
- 2022 – Piff och Puff – Räddningspatrullen (röst)
- 2022 – Pinocchio (röst)
- 2022 – Wendell & Wild (röst)
- 2023 – Super Mario Bros. Filmen (röst)
- 2023 – Wonka
- 2023 – Änder! (röst)
- 2024 – IF: Låtsaskompisar (röst)
- 2024 – Transformers One (röst)